# 2659 Millis
2659 Millis este un asteroid din centura principală, descoperit pe 5 mai 1981 de Edward Bowell.